# Canadian Motion Picture Park
Der Canadian Motion Picture Park ist ein großer Studiokomplex in Burnaby British Columbia, Kanada. Er befindet sich ca. 15 km südöstlich von Vancouver und verfügt über 11 Produktionshallen. Weiterhin befinden sich auf dem Gelände mehrere Werkstätten für Kulissen und Technik, Aufenthalts- und Verpflegungsräume. In den Studios werden Fernsehserien, Werbespots und TV-Shows gedreht.

## Produktionshallen
- Studio 1 verfügt über eine Fläche von rund 1.876 m².
- Studio 2 verfügt über eine Fläche von rund 1.579 m².
- Studio 3 verfügt über eine Fläche von rund 1.570 m².
- Studio 4 verfügt über eine Fläche von rund 836 m².
- Studio 5 verfügt über eine Fläche von rund 2.136 m².
- Studio 6 verfügt über eine Fläche von rund 2.136 m².
- Studio 7 verfügt über eine Fläche von rund 510 m².
- Studio 8 verfügt über eine Fläche von rund 557 m².
- Studio PS1 verfügt über eine Fläche von rund 3.354 m².
- Studio PS2 verfügt über eine Fläche von rund 2.136 m².
- Studio MJA verfügt über eine Fläche von rund 1.580 m².
- Studio 12 wird über eine Fläche von rund 4366 m² verfügen.

## Filme (Auszug)
In den Studios von wurden u. a. folgende Filme gedreht:
- Tron: Legacy
- Twilight
- Charlie St. Cloud
- Watchmen
- Supernatural
- RV
- IROBOT
- Little Man
- Fantastic Four
- Eragon
- X-Men
- The Core
- Exorcism of Emily Rose
- Firewall
- Battle Star Galactica
- Godiva’s
- Kyle XY
- The Guard
- Good Luck Chuck
- Cats & Dogs II
- Hot Tub Time Machine
- Deck The Halls
- Michael Buble video